# 高雄市公車三多幹線
高雄市公車三多幹線（70）目前行駛自前鎮站到長庚醫院，途中經過許多重點學區、百貨商圈、文教單位，為高雄市重要路線之一。

## 歷史
- 本路線於2013年7月1日前稱70路，後為配合棋盤式公車計畫更名為三多幹線。
- LED行先中文顯示前鎮站三多幹線長庚醫院（三多位於上方，幹線位於下方），英文則顯示為70路，亦有三多70幹線顯示。

## 路線基本資料
全程行車里數約27.2公里，全程行車時間約67分。往長庚醫院38站，往前鎮站42站。
自前鎮站起，沿成功二路、中華五路、三多四路、三多三路、三多二路、三多一路、澄清路、大埤路、公園路、山水路到忠誠路。
本路線與原規劃之高雄捷運棕線重疊，被視為捷運先導公車之一；目前棕線計畫已併入中運量捷運都會線(黃線)。

### 編號說明 Route No
70A - 正常路線(部分繞駛澄清湖)
70B - 延駛鎮洲路
70D - 延駛仁美區域

## 停站
參見右側路線圖。
因應2014年臺灣高雄氣爆事故，於2014年8月1日至12月19日，五權國小至衛武營路段改為：

長青服務中心 - 師範大學 - 五福一路 - 大順三路口 - 捷運五塊厝 - 捷運技擊館 - 中正高中。

## 参見
- 高雄市公車處
- 高雄市公車
- 高雄市公車路線列表